# Rafael Capote
Rafael Da Costa Capote, né le 5 octobre 1987 à La Havane, est un joueur de handball cubain naturalisé qatarien, évoluant au poste d'arrière gauche.
Avec l'équipe nationale du Qatar, il devient vice-champion du monde lors du Mondial 2015 disputé au Qatar, compétition dont il est élu meilleur arrière gauche.

## Biographie
En 2007, alors âgé de 19 ans, il demande asile au Brésil lors des jeux panaméricains. Il joue alors pour le São Caetano HC avant de s'envoler pour l'Europe et l'Italie où il remporte la Coupe d'Italie en 2009 avec le HC Conversano.
Il rejoint alors l'Espagne et le BM Cuenca où il se fait remarquer puisqu'il termine cinquième meilleur buteur du Championnat d'Espagne 2010-2011 avec 154 réalisations. À l'intersaison, il prend alors la direction du CB Ciudad de Logroño.
En novembre 2013, il rejoint le club d'El Jaish SC au Qatar, avant d'intégrer également la sélection du Qatar. Il dispute alors la Coupe du monde de handball au Qatar en 2015.

## Palmarès

### En équipe nationale de Cuba
- Médaille de bronze aux Jeux panaméricains de 2007 (en)

### En équipe nationale du Qatar
Championnats du monde 
- médaillé d'argent au Championnat du monde 2015 au Qatar
- 8e place au Championnat du monde 2017 en France
- 13e place au Championnat du monde 2019 en Allemagne et au Danemark
- 8e place au Championnat du monde 2017 en Égypte
- 22e place au Championnat du monde 2023 en Suède et en Pologne

Championnats d'Asie
- médaillé d'or au Championnat d'Asie 2014
- médaillé d'or au Championnat d'Asie 2016
- médaillé d'or au Championnat d'Asie 2018
- médaillé d'or au Championnat d'Asie 2020
- médaillé d'or au Championnat d'Asie 2022

Jeux asiatiques
- médaillé d'or aux Jeux asiatiques de 2014
- médaillé d'or aux Jeux asiatiques de 2018

Jeux olympiques
- 8e place aux Jeux olympiques de 2016

### En clubs
- Vainqueur de la Coupe d'Italie (1) :  2009
- finaliste de la Coupe du Roi en 2013
- 3e place en Liga ASOBAL en 2013

### Distinctions individuelles
- Élu meilleur arrière gauche du championnat du monde (1) : 2015[6].

## Galerie

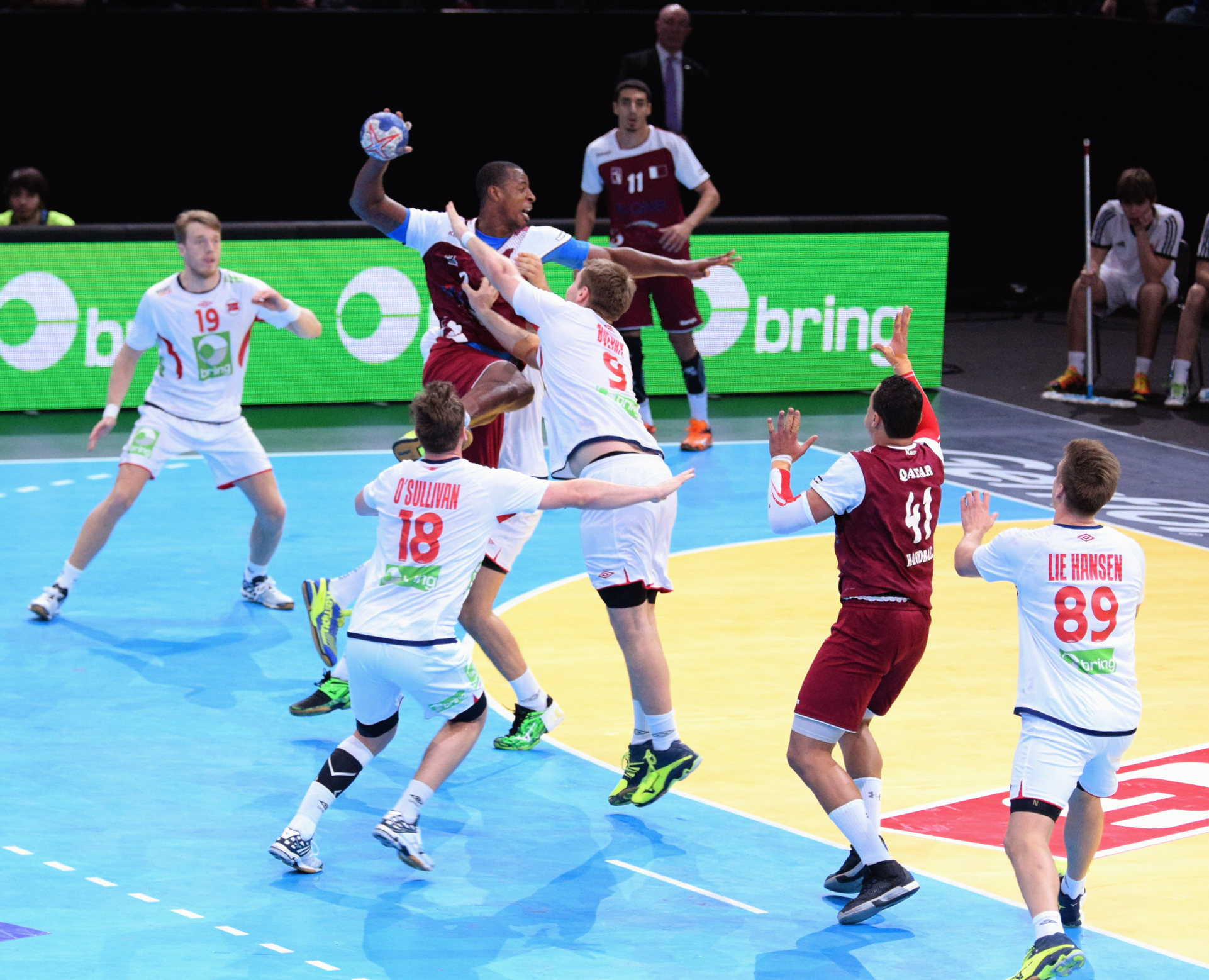
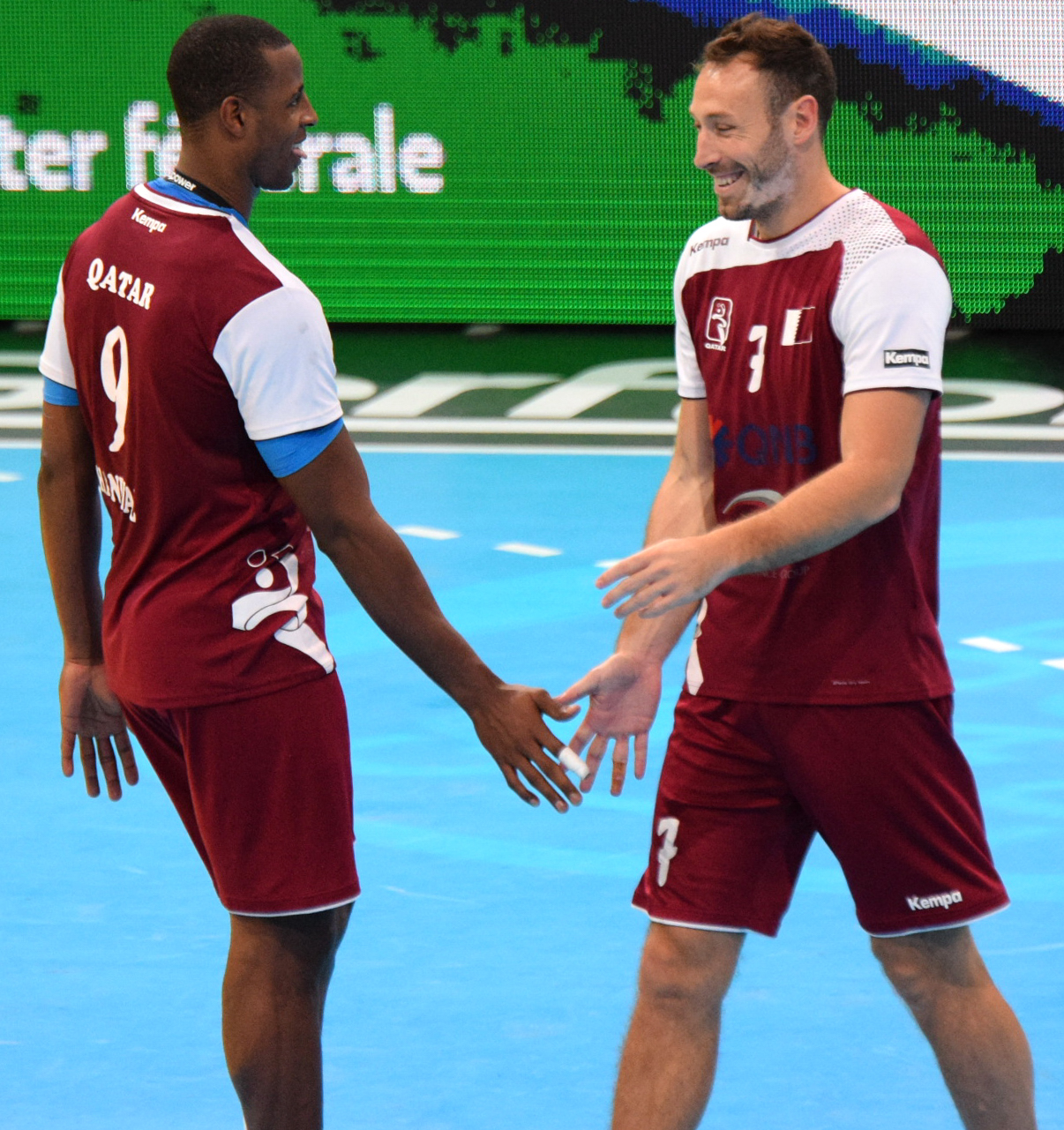
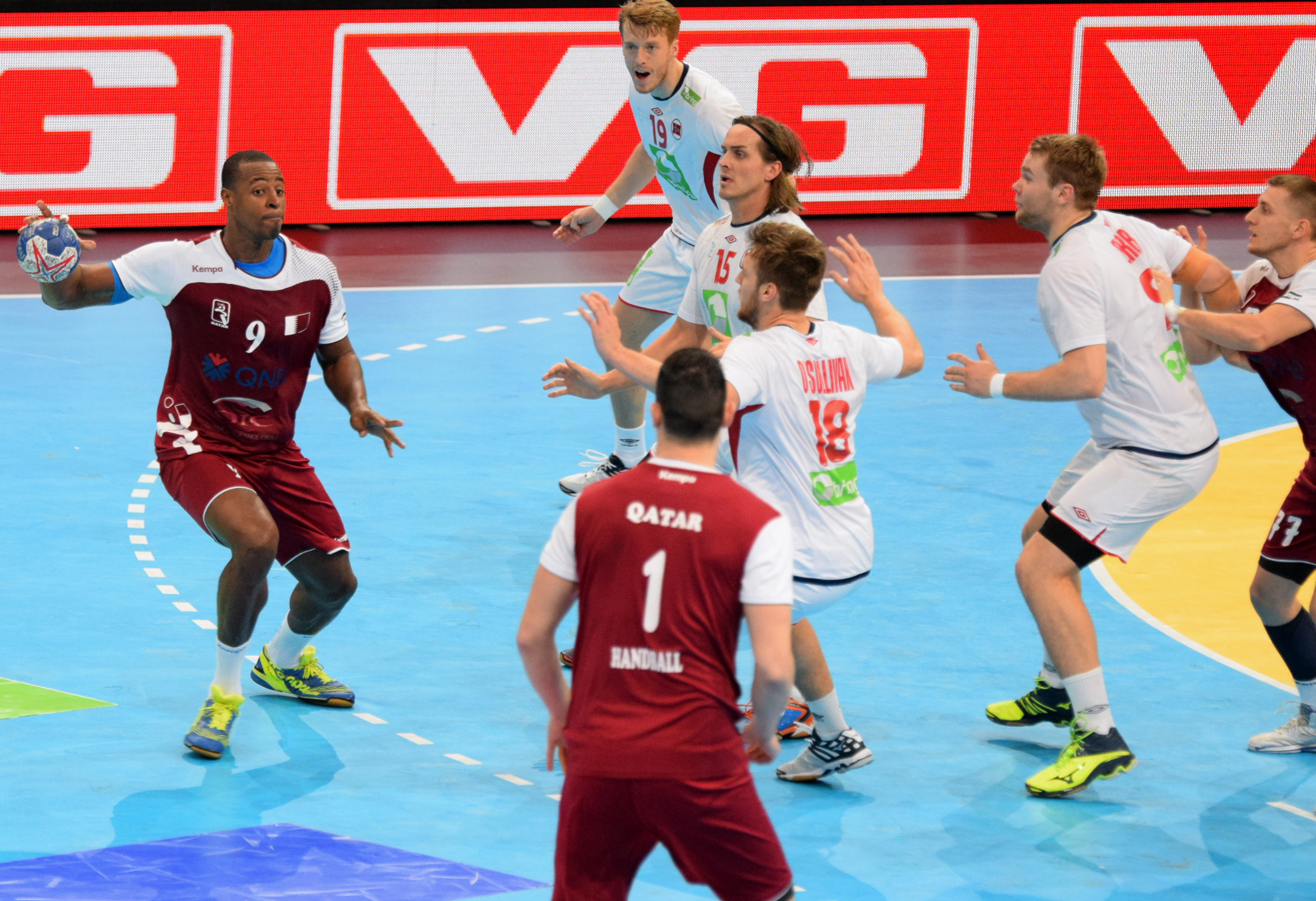
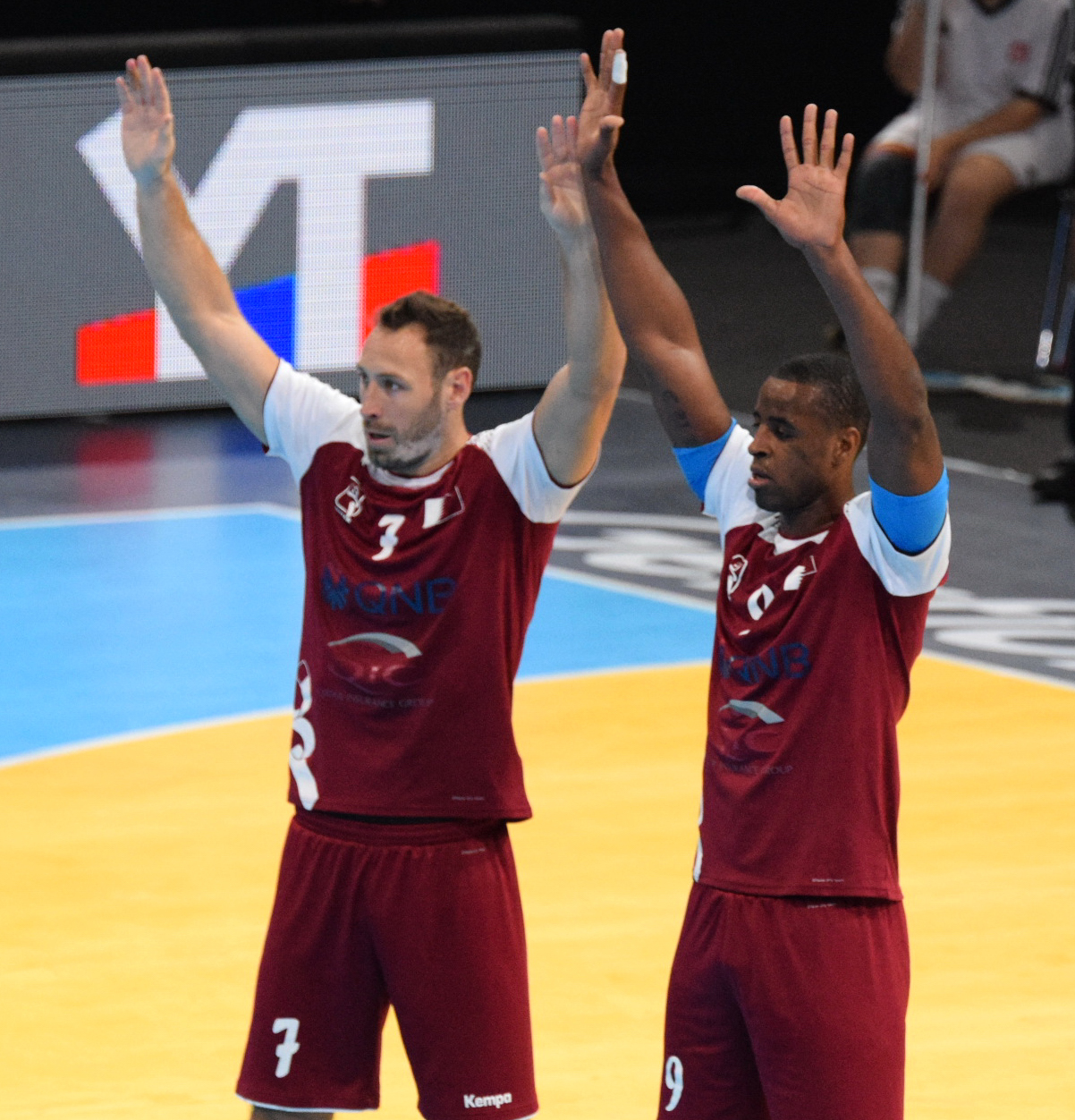